# Носач авиона
Носач авиона је ратни брод, пројектован са наменом „пловног аеродрома“. Његова палуба служи као полетно-слетна стаза за борбене авионе, а унутрашњост трупа за смештај тих авиона, уместо хангара. Они омогућују морнаричкој авијацији флексибилан тактички и стратегијски борбени распоред и велику покретљивост, на морима широм света, као и борбено дејство авијације на великим удаљеностима од матичне базе, без зависности од копнених аеродрома. Савремене ратне морнарице користе ту категорију бродова, који им представљају основу борбених снага велике ефикасности. Носачи авиона, са својом борбеном авијацијом, преузимају већи део задатака бојних бродова. Развој овог вида морнаричке авијације настао је током Другог светског рата. Носач авиона, осетљиви су на дејства непријатељских бродова, авиона, подморница и ракета. Штите се другим борбеним пловним средствима и зато обично плове у борбеном поретку са ратним бродовима. У многим морнарицама у свету, поготово у Америчкој ратној морнарици, носач авиона је капитални брод.
Не постоји јединствена дефиниција „носача авиона“, и модерне морнарице користе неколико варијанти тог типа. Ове варијанте се понекад категоришу као подтипови носача авиона, а понекад као посебни типови бродова способних за поморску авијацију. Носачи авиона се могу класификовати према типу авиона који носе и њиховим оперативним задацима. Адмирал сер Марк Станхоп,  бивши први морски лорд (шеф) Краљевске морнарице, рекао је: „Једноставно речено, земље које теже стратешком међународном утицају имају носаче авиона.“ Хенри Кисинџер, док је био државни секретар Сједињених Америчких Држава, такође је рекао: „Носач авиона је 100.000 тона дипломатије“.

## Активни носачи авиона
Тренутно у свету постоји, у активној служби, 20 носача авиона. Од тога је 10 америчких носача авиона (10 класе Нимиц), док остале државе заједно имају 10.

## Развој
Авион је као борбено средство ненадоместиво и на копну и на мору. Како би се авион могао искористити далеко од својих копнених база разматрана је могућност њиховог превоза преко мора као и полетање и слетање на бродове.
Први успели покушај збио се 14. септембра 1910. године када је амерички пилот Јуџин Или малим авионом Кертис с мотором од 50 КС узлетео с крстарице Бирмингем. Узлетна платформа димензија 24 x 7 метара налазила се је на прамцу крстарице. Или је први успео и да слети на брод Пенсилванија 18. јануара 1911. године. На крми брода налазила се платформа 32 x 10 м преко које су била разапета 22 танка, чврста челична ужета. Авион је на задњем доњем делу трупа имао уграђену куку која је при слетању морала захватити једно од ужади. Ова основна замисао полетања с прамца, слетања на крму и заустављања примењује се и на данашњим носачима. До идеје за изградњом носача данашњег изгледа дошли су Британци који су закључили да узлетна платформа смањује моћ бродске артиљерије, да заузима превише простора и од пилота захтева велику способност при узлетању и слетању. Пројектантима је постављен захтев за новим бродом који ће имати слободну палубу за слетање и узлетање. Развој носача ваздухоплова неминовно је узроковао и различитост изведби и појаву више типова и намена носача ваздухоплова. Тако су се поделили у неколико категорија који се разликују по величини, броју ваздухоплова које носе као и намени:
- суперносач ваздухоплова
- флотни носач ваздухоплова, који представља стандардну величину у овој класи ратних бродова
- лагани носач ваздухоплова
- пратећи носач ваздухоплова

### Први светски рат
Догађаји у Првом светском рату присилили су Британце да трговачке бродове преиначе у носаче хидроавиона. Бродови с хидроавионима су ради мале носивости имали лоше поморске карактеристике, мали радијус кретања и носили су само неколико хидроавиона. Ипак 25. децембра 1914. године Британци су са седам хидроавиона који су узлетели са носача Енгадајн, Ривијера и Емпрес извршили бомбардовање хангара на немачкој обали код Куксхавена. У хангарима су се налазили цепелини. Поткрај рата Британци су завршили преиначење путничког брода Конте Росо у носач ваздухоплова Аргус који је имао основне карактеристике данашњих носача. Аргус је могао да прими 20 авиона у једном хангару који су се на узлетно-слетну стазу подизали са два електрична дизала. Пространа палуба брода била је потпуно слободна. Брод 1918. године улази у састав британске морнарице, али се услед окончања рата не користи.

### Између два рата
Велика Британија даје велики значај носачима ваздухоплова и већ 1920. завршава преиначење бојног брода Индија у носач Игл. У исто време завршава се изградња носача Хермес. САД и Јапан следили су Велику Британију и такође модификовали своје ратне и трговачке бродове. Американци су направили носач Ланглеј, а Јапан носач Хошо.
Према узлетно-слетним стазама у ваздушним лукама настојало се да и стаза на носачу ваздухоплова буде ослобођена од свих надоградњи укључујући заповеднички мост и димњаке. Спровођење издувних гасова кроз водоравне цеви до крме брода (као што је то урађено на британском Аргусу) имало је велике недостатке: високу температуру у хангарима и с тиме повећану опасност од експлозије бензинских пара, вртложење ваздуха над крмом које су стварали издувни гасови и тиме још више отежали сигурно слетање авиона. Решење проблема нађено је у изградњи заповедничког моста и димњака на једној, бочној страни. Као противтежа такве надградње на супротној страни смештене су помоћне машине и спремници за погонско гориво, чија се тежина аутоматски надокнађивала морском водом.
До Другог светског рата модификовано је или израђено: САД 6, Јапан 6, Великој Британији 2 и у Француској 1 носач.
Приближни распоред тежина носача ваздухоплова, чија је стандардна истиснина износила 23.000 т, био је:
- труп 9.000 т
- оклоп 3.500 т
- наоружање 3.000 т
- машине 6.000 т
- опрема 1.500 т
- гориво и вода за котлове 4.000 т

### Други светски рат
Носачи ваздухоплова променили су тактику ратних бродова. Ваздухоплови с носача могу извиђати на пространим морским површинама, пратити кретање непријатеља и нападати далеко од својих поморских база. Њихов тадашњи брз развој најбоље показују подаци. Америка је 1940. године имала 6 носача, а 1944. 122 (3 од 45.000 т у завршној фази, 24 од 27.000 т, 8 од 10.000 т и 87 разних величина и тежина). У то вријеме Велика Британија имала је 61 носач, а Јапан 26.
У Другом светском рату савезнички носачи ваздухоплова одиграли су одлучујућу улогу у обрани поморских путева на Атлантику, Средоземном мору и у морима северне Европе. У битку за Атлантик Немачка је уз подморнице увела и своје велике бродове. Губитак бојног брода Бизмарк доказао је да се заштита из ваздуха не може ослонити на авионе с копна, већ да мора бити присутно ваздухопловство са носача. Након тога Немачка је донела одлуку за градњу носача, али они нису никада ушли у састав флоте.
На Пацифику су носачи ваздухоплова одиграли, такође велику улогу. Почевши од самог напада на америчку базу Перл Харбор од стране Јапанаца, преко битке у Коралном мору и у операцији код острва Мидвеј до уништавања јапанске флоте код Лејте и уништавања највећег икад саграђеног бојног брода Јамато.

### Послератно раздобље
Развој ваздухопловства морали су да прате и носачи ваздухоплова. Главне преинаке на носачима биле су: угаона палуба, парни катапулт, електро-акустички и аутоматски уређај за слетање. Предност угаоне палубе била је у бољем кориштењу простора за паркирање ваздухоплова и у већем осећају сигурности код пилота јер код погрешног прилаза може поновити поступак. Угаона палуба се први пут појавила 1951. године. Парни катапулт се толико усавршио да с палубе могу узлетати све тежи и бржи авиони, а нови уређаји за слетање омогућују слетање и при лошој видљивости. Проучаване су и остале појединости које утичу на слетање и узлетање на носаче: тежина ваздухоплова, јачина катапулта, интервали узлетања, састав за заустављање, курс и брзина носача. Од погонске енергије на лож уље прелази се на нуклеарни погон, а класичне топове замјењују вођени пројектили.

## Особине носача ваздухоплова
Носачи ваздухоплова морају удовољити потребама ваздухоплова које ће превозити, врсти и количини наоружања, заштите, маневарских и поморских особина самог носача.
Узлетно-слетна палуба мора бити довољно широка и дугачка за сигурно слетање и узлетање предвиђених авиона. По потреби се палуба може продужити преко прамца и крме брода. Дужина палубе зависи од техничких карактеристика авиона као и од начина употребе. У случају истовременог слетања и узлетања палуба мора бити знатно дужа. Тада авиони узлећу с предњег дела платформе док се на крми одвија припрема авиона за узлетање или слетање. Припрема авиона подразумева и расклапање крила која су током паркирања у хангару била склопљена ради уштеде на простору. Проширење је ограничено, јер би се против-ваздушној обрани која се најчешће налази на првој нижој палуби смањио сектор гађања.
На предњем делу платформе поставља се ветробран који штити особље и авионе током припреме. Код самог узлетања преклапа се на палубу.
Систем за кочење и заустављање непрекидно се усавршава ради сталног повећања брзина слетања и тежина авиона. Челичну ужад придржавају хидрауличне или зрачне кочнице (за разлику од првобитних врећа с песком). На крају узлетно-слетне стазе постављају се мреже које заустављају авион ако уже за заустављање услед оптерећења пукне или га репна кука не захвати.